# سان مارتينو كانافيزي
سان مارتينو كانافيزي هي بلدية في مدينة تورينو الحضرية، في منطقة بيمنتة الإيطالية، وتقع على بعد حوالي 40 كيلومتر (25 ميل) شمال تورينو .
تقع سان مارتينو كانافيزي على حدود البلديات التالية: كاستيلامونتي، بافوني كانافيزي، كوليريتو جياكوسا، باريلا، بيروسا كانافيزي، توري كانافيزي، سكارمانو، أجلي، وفيالفري .